# La Vierge de Dom Rupert
La Vierge de Dom Rupert est une sculpture en bas-relief du XIIe siècle représentant la Vierge et l'Enfant Jésus. Vénérée pour ses légendes, elle est actuellement au Grand Curtius, département des Arts mosans.

## Origine
Dès la fin du XIe siècle, l'abbaye Saint-Laurent, qui adopte les coutumes de son homologue française, l'abbaye de Cluny en Bourgogne, connaît une activité culturelle intense.
C'est de l'époque que date l'œuvre connue sous le nom de « Vierge de Dom Rupert ». Il s'agit d'un bas-relief de 92 cm sur 64, taillé dans du grès houiller liégeois, représentant la mère de Jésus assise sur un trône et allaitant son divin enfant. La pièce visible à Saint-Laurent n'est qu'une copie, l'original étant conservé au musée Curtius de Liège, département d'Art mosan.

## Légende et origine
À l'époque, cette pierre passe pour miraculeuse; elle est vénérée afin d'obtenir le don d'intelligence.
À la fin du XIe siècle, un jeune enfant nommé Rupert est recueilli au monastère de Saint-Laurent. Il y grandit « sans que son intelligence ne se développe avec son corps; son esprit, malgré les études, reste lourd et borné ». Un soir de 1096, agenouillé devant l'image de la Vierge placée dans l'oratoire de l'abbaye, notre simplet lui adresse une fervente prière pour solliciter les lumières qui lui font défaut. Il est immédiatement exaucé : son intelligence s'éveille, et à partir de cet instant, il sait interpréter les Saintes Écritures mieux que personne, devenant l'un des moines les plus érudits de son temps. Dom Rupert, comme on l'appelle dès lors, se met à rédiger de nombreux manuscrits, dont une vie de saint Laurent. En 1121, il devient abbé de Deutz, en Rhénanie. Ses études théologiques et ses chroniques sont lues et appréciées dans tout le monde savant.

## Description
Sculpture en bas-relief du XIIe siècle représentant la Vierge et l'Enfant Jésus.
Ce monument en grès houiller polychrome et doré, se trouvait autrefois dans l'ancienne église de l'abbaye Saint-Laurent à Liège, où il était connu sous le nom de Vierge de Dom Rupert. — La Vierge est assise sur un siège couvert d'un coussin et porte sur ses genoux l'Enfant Jésus qui presse la mamelle gauche de sa mère entre les mains. Les têtes des deux figures sont nimbées, les pieds chaussés; les paillettes d'or et d'argent parsèment les vêtements. Cette sculpture a 92 cm de hauteur sur 64 cm de largeur; elle est fouillée à une profondeur de 7 cm. Semi-circulaire au sommet et horizontale à la base, elle offre sur ses bords dorés l'inscription suivante profondément taillée en lettres rouges:
PORTA. HEC. CLAVSA. ERIT. NEC. APERIETVR. ET. NON. TRANSIBIT. PER ÉÂ. VIR. Ojf. DNS. DS. ISRAËL. INGRESSVS. E. PER. EAM (Cette porte sera fermée, elle ne sera point ouverte et nul homme n'y passera parce que le Seigneur Dieu d'Israël est entré par cette porte).

## Légende de Dom Ruppert
Le nom donné à cette Vierge rappelle qu'un moine de Saint-Laurent appelé Rupert dont l'esprit censé être était lourd et borné, obtint en priant devant elle une intelligence merveilleuse des livres saints et acquit, par son intercession, une somme de connaissances qui le rendirent l'un des hommes les plus savants de son temps. — Dom Rupert rapporte lui-même ce fait qui eut lieu en 1096, dans le XIIe siècle livre de son ouvrage sur saint Mathieu.
Depuis lors cette Vierge fut regardée comme miraculeuse : les pères Jésuites de Liège conduisaient tous les ans leurs élèves devant elle pour lui demander la même faveur. Cette coutume dura jusqu'à la suppression de cet ordre le 21 juillet 1773.

## Emplacement

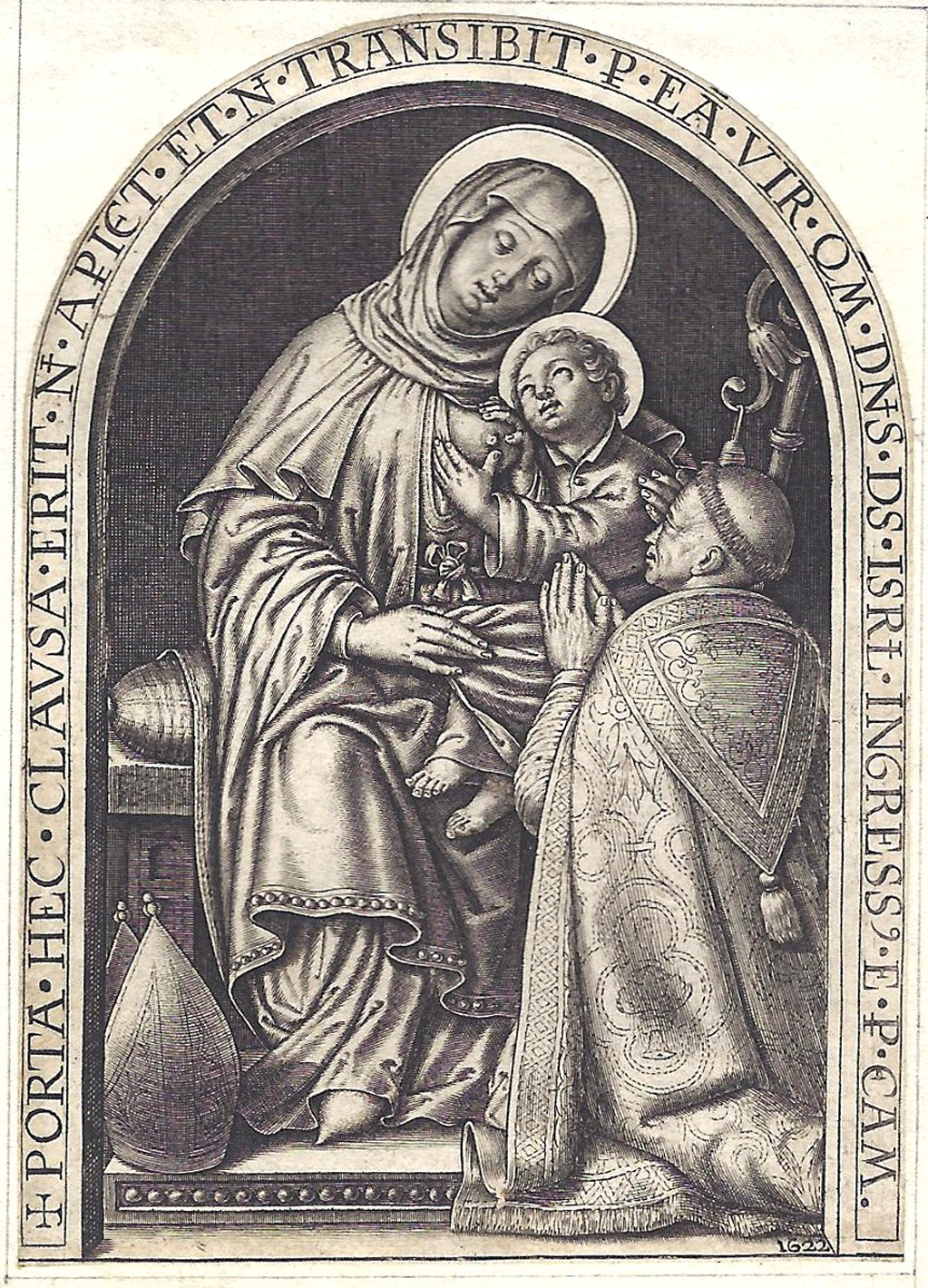
Gravure de Jean Valdor, 1622

En 1618, l'abbé Oger de Loncin qui reconstruisait l'église de Saint-Laurent, fit placer la Vierge de Dom Rupert sur l'autel de la chapelle du transept Nord, avec ce chronogramme dont les lettres numérales donnent la date de 1121, époque à laquelle Rupert devint abbé de Deutz :
Virginis Ope Didicit Rvpertvs.
Pour perpétuer ce souvenir, Oger fit exécuter en 1622, par Jean Valdor, la gravure reproduite ci-contre de cette Vierge aux pieds de laquelle prie Dom Rupert revêtu de ses insignes d'abbé. La légende de notre pierre est reproduite dans la gravure ; au-dessous on lit ces lignes qui rappellent le don qui lui fut accordé en 1096 :
RVPERTVS S. Laurentii, in Suburbio Leodiensi Monachus (posteà Abbas Tuitiensis) studio incensus sacrarum Litterarum, A» MCXXI, tardiori ingeino remedium orans, a Virgine-Matre impetrat, fusus in preces in ejusdem Monasterii Ecclesia, coram imagne (Imagine) lapideà. Cujus hoc œneum apographum, iussu admodùm Rdi, atque âmpliss' D. Otgeri Loncini, Abbatis S. Laurent, accurate exeressum (Expressum), eidem to. Valdor D. C. Q. (Dicat Consecrat Que) cum Privileg.
L'église Saint-Laurent a été démolie à la Révolution et l'abbaye transformée en hôpital et en caserne. La Vierge de Dom Rupert, protégée sans doute par l'antique vénération dont elle était l'objet, fut déposée dans une pièce servant de cantine. C'est de là qu'elle fut retirée il y a quelques années et donnée au Musée par la ville de Liège.

## Vie de Don Ruppert
Rupert, né à Liège ou dans la banlieue, fut élevé dès son enfance à l'abbaye de Saint-Laurent; il y fit profession sous l'abbé Béranger. Héribrand de Fooz, moine de Saint-Jacques, qui succéda à Béranger, lui enseigna les belles lettres.
En l'année 1111, l'abbé Béranger le confia à Kunon, ancien moine de Saint-Jacques devenu abbé de Sigeberg, dans le diocèse de Cologne, où Rupert résida jusqu'en 1120. L'année suivante, il fut nommé abbé de Deutz, en face de Cologne, par Frédéric de Carinthie, archevêque de cette ville ; il remplaça l'abbé Marckward, mort la même année. En 1128, il figura comme témoin à la Charte du même Frédéric, déclarant l'abbaye de Malmédy dépendante de celle de Stavelot. Rupert fit bâtir une chapelle dédiée à Saint Laurent, auprès de la porte du château de Deutz ; construisit la voûte du chœur de son église et un nouveau dortoir. Il mourut le 4 mars 1135; (1128 selon Fisen) et son corps fut inhumé dans la chapelle Saint-Michel, aux cloîtres de Deutz.
Dom Rupert est auteur d'un grand nombre d'ouvrages, parmi lesquels on remarque 
- Traité des offices divins, composé en 1110;
- Les Commentaires sur l'Écriture sainte ;
- Deux livres sur la méditation de la mort ;
- Les Vies de saint Hérebert et de saint Eliphe, martyrs ;
- Quatre livres de vers et d'hymnes ;
- Relation de l'incendie de l'abbaye de Deutz;
- Histoire des abbés de Saint-Laurent ;
- Histoire des évêques de Liège.

Ces deux derniers sont insérés dans l'Amplissima Collectio.

## Classement
La sculpture est classée en tant que trésor de la Communauté française depuis 2011.